# كاثي كالفين
كاثي كالفين (بالإنجليزية: Kathy Calvin)‏ هي فاعلة خير أمريكية، ولدت في 16 يوليو 1949 في فورت واين في الولايات المتحدة.